# Druivenkoers 1989
La Druivenkoers 1989, ventinovesima edizione della corsa, si svolse il 23 agosto 1989 su un percorso di 200 km, con partenza e arrivo a Overijse. Fu vinta dal belga Carlo Bomans della Domex-Weinmann davanti ai suoi connazionali Dirk De Wolf e Peter De Clercq.

## Ordine d'arrivo (Top 10)
| Pos. | Corridore           | Squadra              | Tempo    |
| ---- | ------------------- | -------------------- | -------- |
| 1    | Carlo Bomans        | Domex-Weinmann       | 4h59'00" |
| 2    | Dirk De Wolf        | Hitachi              |          |
| 3    | Peter De Clercq     | Lotto                |          |
| 4    | Edwig Van Hooydonck | Superconfex-Yoko     |          |
| 5    | Johan Bruyneel      | SEFB-Galli-Bulo-Vlan |          |
| 6    | Patrick Verschueren | Lotto                |          |
| 7    | Jim Van De Laer     | Humo-TW Rock         |          |
| 8    | Patrick Tolhoek     | Superconfex-Yoko     |          |
| 9    | Thomas Dürst        | Panasonic-Isostar    |          |
| 10   | Bruno Bruyère       | Hitachi              |          |